# Elvira Estela Márquez Dreyer

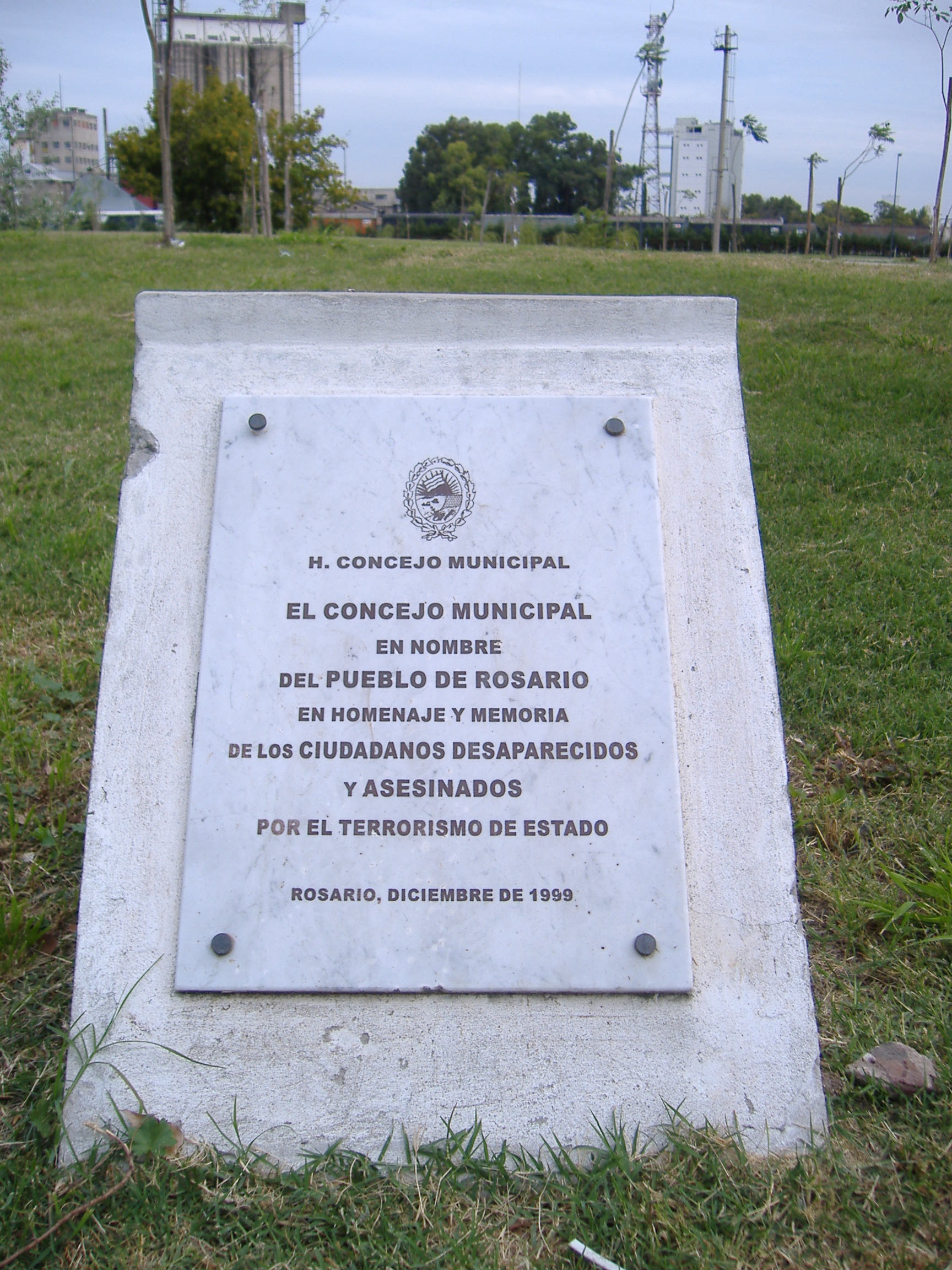
Recordatorio desaparecidos, Rosario

Elvira Estela Márquez Dreyer (Rosario, Argentina, 5 de mayo de 1949 - secuestrada desaparecida el 3 de agosto de 1976, Rosario) bibliotecóloga y militante sindical docente y del Partido Revolucionario de los Trabajadores - Ejército Revolucionario del Pueblo, víctima de la última dictadura cívico militar en Argentina.

## Breve reseña
Estudió Bibliotecología en los años 1965-1966 y luego se desempeñó como bibliotecaria y estadística Matemática en la Escuela Provincial G. Carrasco y la Escuela Colón. También trabajó en la Biblioteca Popular Constancio C. Vigil y en la Biblioteca Argentina Dr. Juan Álvarez de la ciudad de Rosario.
Estudió estadísticas y militaba en Sindicato de los Trabajadores de la Educación de Rosario, más conocido como el SINTER, donde fue miembro de la comisión directiva, y participaba de la línea sindical del Partido Revolucionario de los Trabajadores - Ejército Revolucionario del Pueblo (PRT-ERP).

## Secuestro y desaparición
En 1975 logró escapar de un intento de secuestro.  El 3 de agosto de 1976, a los 27 años, fue secuestrada en Rosario y desde entonces permanece desaparecida.

## Homenajes
- El 16 de octubre de 2014, se realizó un acto en conmemoración a Elvira en el que participaron la Diputada Nacional Josefína González y Madres de la Plaza 25 de Mayo Rosario, junto a familiares de Elvira (entre ellos su madre). Además, estuvieron presentes amigas y compañeras de militancia. Como parte del acto se dio cuenta de la vida de Elvira y se descubrió una placa en su memoria en el Instituto Superior de Educación Técnica 20 de Junio, conocido como el ISET 18, sito en Moreno 965, Rosario.[2]
- El 14 de septiembre de 2016, tras una investigación de alumnos del ISET 18, la biblioteca de ese instituto pasó a llamarse "Marta Diez y Elvira Márquez Dreyer", dos graduadas de la carrera de Bibliotecología secuestradas y desaparecidas durante la dictadura cívico militar.[3][6] El acto contó con la presencia de estudiantes, docentes y bibliotecarias, así como de familiares, organismos de derechos humanos y del concejal Eduardo Toniolli.[4]

## Documental
En septiembre de 1976 AMSAFE Rosario presentó un documental sobre trabajadores de la educación que desaparecieron durante la última dictadura cívico militar. Además de Elvira, este incluye a Raúl Héctor García, Miguel Ángel Urusa Nicolau, Osvaldo Seggiaro, Nora Elma Larrosa, Ana María Gutiérrez, Graciela Elina Teresa Lotufo, Luis Eduardo Lescano Jobet, y   María Susana Brocca.